# Bollywood Movie Award/Sensationellster Darsteller
Der Bollywood Movie Award Most Sensational Actor ist eine Kategorie des jährlichen Bollywood Movie Awards für indische Filme in Hindi.
Liste der Preisträger:
| Jahr | Film                      | Schauspieler     |
| ---- | ------------------------- | ---------------- |
| 1999 | Dil Se                    | Shahrukh Khan    |
| 2000 | kein Preis                | kein Preis       |
| 2001 | Pukar                     | Anil Kapoor      |
| 2002 | Chori Chori Chupke Chupke | Salman Khan      |
| 2003 | Kaante                    | Amitabh Bachchan |
| 2004 | Munnabhai MBBS            | Sanjay Dutt      |
| 2005 | kein Preis                | kein Preis       |
| 2006 | kein Preis                | kein Preis       |
| 2007 | kein Preis                | kein Preis       |